# Saint-Benoît (Québec)
Pour les articles homonymes, voir Saint-Benoît.
Saint-Benoît est un village et une ancienne municipalité du Québec (Canada).

## Toponyme
Saint-Benoît a été nommé en l'honneur de Benoît de Nursie, fondateur de l'ordre des Bénédictins.

## Géographie
Cette municipalité est aujourd’hui incluse dans la ville de Mirabel. 

## Histoire
En 1837, la paroisse, qui a 38 ans d’existence, rassemble près de 1000 habitants. Elle est desservie depuis 1835 par un curé Patriote, Étienne Chartier.
À Saint-Benoît se trouve également la résidence du député Jean-Joseph Girouard, élu en 1831 et réélu en 1834. Autour de lui se rassemblent le colonel Raizenne, capitaine de la milice, Louis Masson, Jean-Baptiste Dumouchelle et Félix Lemaire.
Pendant l’été 1837, les Patriotes de Saint-Benoît s’organisent et décident de former un camp armé. Le village, plus exposé que d’autres, sent le besoin de se retrancher. Les Patriotes forment alors un camp au Grand-Brûlé, nom donné à Saint-Benoit par les premiers colons, car en faisant brûler des souches et de l’humus, ils ont provoqué un feu qui a duré au moins deux ans.
Le soulèvement de Saint-Benoît est différent de celui de Saint-Eustache. Saint-Benoit est considéré comme un bastion imprenable, et s’est souvent fait remarquer par l’emportement patriotique de ses habitants. 
Le général Colborne est persuadé que Saint-Benoit est entouré de fortifications et que s’y retranchent plusieurs milliers d’hommes. En fait, le nombre des Patriotes ne dépasse pas 400 à 500 hommes, dont 150 sont armés, et les fortifications se limitent à de simples fossés. 
Le 15 décembre 1837, l’armée du général Colborne se dirige vers Saint-Benoît. Girouard conseille alors à tout le monde de rendre les armes, car ils ne peuvent faire face à une telle armée.
Peu après son départ, Colborne reçoit des représentants des habitants de Saint-Benoît qui l’informent qu’ils n’ont aucune résistance à lui opposer et qui le prient d’épargner les personnes et les propriétés.
Le général demande alors où sont les chefs, et quand il apprend qu’ils ont fui, il renvoie les habitants à Saint-Benoît et leur ordonne de déposer les armes, sinon tout le village sera brûlé.
Le 15 au soir, l’armée du général Colborne arrive à Saint-Benoît, ainsi que de nombreux volontaires, soit au total de 5000 à 6000 hommes. Le général et ses hommes pointent des canons vers le village et menacent de tirer afin de connaître la cachette des chefs des insurgés.
Le 16 décembre, Colborne donne l’ordre de brûler seulement les maisons des chefs, mais ses ordres ne sont pas respectés. Finalement, tout le village est réduit en cendres.